# Grande Prêmio dos Estados Unidos de 2023
O Grande Prêmio dos Estados Unidos de 2023 (formalmente denominado Formula 1 Lenovo United States Grand Prix 2023) foi a décima oitava etapa do Campeonato Mundial de Fórmula 1 de 2023. disputado em 22 de outubro de 2023 no Circuito das Américas, em Austin, Estados Unidos.

## Antecedentes
O evento foi realizado no fim de semana de 20 a 22 de outubro. Foi a décima oitava etapa do Campeonato Mundial de Fórmula 1 de 2023 e a 3ª corrida do GP dos Estados Unidos.

### Participantes
Os pilotos e equipes foram os mesmos da lista de inscritos na temporada, com exceção do retorno de Daniel Ricciardo, que substituiu Nyck de Vries na AlphaTauri a partir do GP da Hungria. O assento de Ricciardo foi ocupado por Liam Lawson nos cinco GPs anteriores, depois que Ricciardo foi forçado a desistir devido a uma fratura no osso metacarpal em um acidente durante o segundo treino livre do GP dos Países Baixos.

## Resumo

### Treino Classificatório
No primeiro e único treino livre Max Verstappen foi o piloto mais rápido. Já no Q3 Verstappen também foi o mais rápido, mas teve uma volta deletada e por isso caiu para a sexta posição. Charles Leclerc se beneficiou disso e conquistou a pole position. Lando Norris largará da segunda posição e Lewis Hamilton da terceira.

### Sprint
Max Verstappen venceu a corrida sprint por uma diferença de mais de nove segundos de Lewis Hamilton. O piloto da Ferrari Charles Leclerc terminou em terceiro lugar.
O companheiro de equipe de Verstappen Sergio Pérez terminou em quinto lugar.

### Corrida
Charles Leclerc largou da posição de honra com Lando Norris e Lewis Hamilton atrás dele. Na primeira volta Norris ultrapassou Leclerc e assumiu a liderança. Hamilton avançou para a segunda posição após ter ultrapassado Leclerc e chegou a liderar a corrida na volta 18.
Verstappen largou da sexta posição e na volta 28 assumiu a liderança com primeiro Norris e depois Hamilton atrás dele.
Cinco voltas para o final Fernando Alonso teve que abandonar a corrida devido à um problema técnico.
Max Verstappen venceu o GP dos Estados Unidos pela terceira vez consecutiva, apesar de tido problemas com o sistema de freio de seu carro, e conquistou sua quinquagésima vitória. Lewis Hamilton terminou em segundo, mas foi desqualificado. Em consequência disso Lando Norris e Carlos Sainz subiram, respectivamente, para o segundo e terceiro lugar no pódio.

## Resultados

### Treino classificatório
| Pos.                | No. | Driver           | Constructor           | Qualifying times | Qualifying times | Qualifying times | Final grid |
| Pos.                | No. | Driver           | Constructor           | Q1               | Q2               | Q3               | Final grid |
| ------------------- | --- | ---------------- | --------------------- | ---------------- | ---------------- | ---------------- | ---------- |
| 1                   | 16  | Charles Leclerc  | Ferrari               | 1:36.061         | 1:35.004         | 1:34.723         | 1          |
| 2                   | 4   | Lando Norris     | McLaren-Mercedes      | 1:35.110         | 1:35.441         | 1:34.853         | 2          |
| 3                   | 44  | Lewis Hamilton   | Mercedes              | 1:35.091         | 1:35.240         | 1:34.862         | 3          |
| 4                   | 55  | Carlos Sainz Jr. | Ferrari               | 1:35.824         | 1:35.302         | 1:34.945         | 4          |
| 5                   | 63  | George Russell   | Mercedes              | 1:36.165         | 1:35.606         | 1:35.079         | 5          |
| 6                   | 1   | Max Verstappen   | Red Bull Racing-Honda | 1:35.346         | 1:35.008         | 1:35.081         | 6          |
| 7                   | 10  | Pierre Gasly     | Alpine-Renault        | 1:36.158         | 1:35.496         | 1:35.089         | 7          |
| 8                   | 31  | Esteban Ocon     | Alpine-Renault        | 1:36.131         | 1:35.413         | 1:35.154         | 8          |
| 9                   | 11  | Sergio Pérez     | Red Bull Racing-Honda | 1:35.989         | 1:35.679         | 1:35.173         | 9          |
| 10                  | 81  | Oscar Piastri    | McLaren-Mercedes      | 1:36.064         | 1:35.576         | 1:35.467         | 10         |
| 11                  | 22  | Yuki Tsunoda     | AlphaTauri-Honda      | 1:35.913         | 1:35.697         | N/A              | 11         |
| 12                  | 24  | Zhou Guanyu      | Alfa Romeo-Ferrari    | 1:36.052         | 1:35.698         | N/A              | 12         |
| 13                  | 77  | Valtteri Bottas  | Alfa Romeo-Ferrari    | 1:36.082         | 1:35.858         | N/A              | 13         |
| 14                  | 20  | Kevin Magnussen  | Haas-Ferrari          | 1:36.009         | 1:35.880         | N/A              | PL         |
| 15                  | 3   | Daniel Ricciardo | AlphaTauri-Honda      | 1:36.213         | 1:35.974         | N/A              | 14         |
| 16                  | 27  | Nico Hülkenberg  | Haas-Ferrari          | 1:36.235         | N/A              | N/A              | PL         |
| 17                  | 14  | Fernando Alonso  | Aston Martin-Mercedes | 1:36.268         | N/A              | N/A              | PL         |
| 18                  | 23  | Alexander Albon  | Williams-Mercedes     | 1:36.315         | N/A              | N/A              | 15         |
| 19                  | 18  | Lance Stroll     | Aston Martin-Mercedes | 1:36.589         | N/A              | N/A              | PL         |
| 20                  | 2   | Logan Sargeant   | Williams-Mercedes     | 1:36.827         | N/A              | N/A              | 16         |
| 107% time: 1:41.747 |     |                  |                       |                  |                  |                  |            |
| Source:             |     |                  |                       |                  |                  |                  |            |

### Sprint Shootout
| Pos.                | No. | Driver           | Constructor           | Qualifying times | Qualifying times | Qualifying times | Sprint grid |
| Pos.                | No. | Driver           | Constructor           | SQ1              | SQ2              | SQ3              | Sprint grid |
| ------------------- | --- | ---------------- | --------------------- | ---------------- | ---------------- | ---------------- | ----------- |
| 1                   | 1   | Max Verstappen   | Red Bull Racing-Honda | 1:35.997         | 1:35.181         | 1:34.538         | 1           |
| 2                   | 16  | Charles Leclerc  | Ferrari               | 1:35.999         | 1:35.386         | 1:34.593         | 2           |
| 3                   | 44  | Lewis Hamilton   | Mercedes              | 1:36.393         | 1:35.887         | 1:34.607         | 3           |
| 4                   | 4   | Lando Norris     | McLaren-Mercedes      | 1:36.499         | 1:35.594         | 1:34.639         | 4           |
| 5                   | 81  | Oscar Piastri    | McLaren-Mercedes      | 1:36.703         | 1:35.753         | 1:34.894         | 5           |
| 6                   | 55  | Carlos Sainz Jr. | Ferrari               | 1:36.268         | 1:35.542         | 1:34.939         | 6           |
| 7                   | 11  | Sergio Pérez     | Red Bull Racing-Honda | 1:36.347         | 1:35.718         | 1:35.041         | 7           |
| 8                   | 63  | George Russell   | Mercedes              | 1:36.281         | 1:35.847         | 1:35.199         | 11          |
| 9                   | 23  | Alexander Albon  | Williams-Mercedes     | 1:36.230         | 1:35.947         | 1:35.366         | 8           |
| 10                  | 10  | Pierre Gasly     | Alpine-Renault        | 1:36.595         | 1:35.785         | 1:35.897         | 9           |
| 11                  | 3   | Daniel Ricciardo | AlphaTauri-Honda      | 1:36.737         | 1:35.978         | N/A              | 10          |
| 12                  | 14  | Fernando Alonso  | Aston Martin-Mercedes | 1:36.365         | 1:36.087         | N/A              | 12          |
| 13                  | 31  | Esteban Ocon     | Alpine-Renault        | 1:36.372         | 1:36.137         | N/A              | 13          |
| 14                  | 18  | Lance Stroll     | Aston Martin-Mercedes | 1:36.575         | 1:36.181         | N/A              | 14          |
| 15                  | 24  | Zhou Guanyu      | Alfa Romeo-Ferrari    | 1:36.554         | 1:36.182         | N/A              | 15          |
| 16                  | 27  | Nico Hülkenberg  | Haas-Ferrari          | 1:36.749         | N/A              | N/A              | 16          |
| 17                  | 20  | Kevin Magnussen  | Haas-Ferrari          | 1:36.922         | N/A              | N/A              | 17          |
| 18                  | 77  | Valtteri Bottas  | Alfa Romeo-Ferrari    | 1:36.922         | N/A              | N/A              | 18          |
| 19                  | 22  | Yuki Tsunoda     | AlphaTauri-Honda      | 1:36.945         | N/A              | N/A              | 19          |
| 20                  | 2   | Logan Sargeant   | Williams-Mercedes     | 1:37.186         | N/A              | N/A              | 20          |
| 107% time: 1:42.716 |     |                  |                       |                  |                  |                  |             |
| Source:             |     |                  |                       |                  |                  |                  |             |

### Sprint
| Pos.                                                                     | No. | Driver           | Constructor           | Laps | Time/Retired        | Grid | Points |
| ------------------------------------------------------------------------ | --- | ---------------- | --------------------- | ---- | ------------------- | ---- | ------ |
| 1                                                                        | 1   | Max Verstappen   | Red Bull Racing-Honda | 19   | 31:30.849           | 1    | 8      |
| 2                                                                        | 44  | Lewis Hamilton   | Mercedes              | 19   | +9.465              | 3    | 7      |
| 3                                                                        | 16  | Charles Leclerc  | Ferrari               | 19   | +17.987             | 6    | 6      |
| 4                                                                        | 4   | Lando Norris     | McLaren-Mercedes      | 19   | +18.863             | 4    | 5      |
| 5                                                                        | 11  | Sergio Pérez     | Red Bull Racing-Honda | 19   | +22.928             | 7    | 4      |
| 6                                                                        | 55  | Carlos Sainz Jr. | Ferrari               | 19   | +28.307             | 6    | 3      |
| 7                                                                        | 10  | Pierre Gasly     | Alpine-Renault        | 19   | +32.403             | 9    | 2      |
| 8                                                                        | 63  | George Russell   | Mercedes              | 19   | +34.250             | 11   | 1      |
| 9                                                                        | 23  | Alexander Albon  | Williams-Mercedes     | 19   | +34.567             | 8    |        |
| 10                                                                       | 81  | Oscar Piastri    | McLaren-Mercedes      | 19   | +42.403             | 5    |        |
| 11                                                                       | 31  | Esteban Ocon     | Alpine-Renault        | 19   | +44.986             | 13   |        |
| 12                                                                       | 3   | Daniel Ricciardo | AlphaTauri-Honda      | 19   | +45.509             | 10   |        |
| 13                                                                       | 14  | Fernando Alonso  | Aston Martin-Mercedes | 19   | +49.086             | 12   |        |
| 14                                                                       | 22  | Yuki Tsunoda     | AlphaTauri-Honda      | 19   | +49.733             | 19   |        |
| 15                                                                       | 27  | Nico Hülkenberg  | Haas-Ferrari          | 19   | +56.650             | 16   |        |
| 16                                                                       | 77  | Valtteri Bottas  | Alfa Romeo-Ferrari    | 19   | +1:04.401           | 18   |        |
| 17                                                                       | 24  | Zhou Guanyu      | Alfa Romeo-Ferrari    | 19   | +1:07.972           | 15   |        |
| 18                                                                       | 20  | Kevin Magnussen  | Haas-Ferrari          | 19   | +1:11.122           | 17   |        |
| 19                                                                       | 2   | Logan Sargeant   | Williams-Mercedes     | 19   | +1:11.449           | 20   |        |
| Ret                                                                      | 18  | Lance Stroll     | Aston Martin-Mercedes | 16   | Problema nos Freios | 14   |        |
| Fastest lap: Max Verstappen (Red Bull Racing-Honda) – 1:39.060 (volta 2) |     |                  |                       |      |                     |      |        |
| Source:                                                                  |     |                  |                       |      |                     |      |        |

### Corrida
| Pos.                                                                     | No. | Driver           | Constructor           | Laps | Time/Retired         | Grid | Points |
| ------------------------------------------------------------------------ | --- | ---------------- | --------------------- | ---- | -------------------- | ---- | ------ |
| 1                                                                        | 1   | Max Verstappen   | Red Bull Racing-Honda | 56   | 1:35:21.362          | 6    | 25     |
| 2                                                                        | 4   | Lando Norris     | McLaren-Mercedes      | 56   | +10.730              | 2    | 18     |
| 3                                                                        | 55  | Carlos Sainz Jr. | Ferrari               | 56   | +15.134              | 4    | 15     |
| 4                                                                        | 11  | Sergio Pérez     | Red Bull Racing-Honda | 56   | +18.460              | 9    | 12     |
| 5                                                                        | 63  | George Russell   | Mercedes              | 56   | +24.999              | 5    | 10     |
| 6                                                                        | 10  | Pierre Gasly     | Alpine-Renault        | 56   | +47.996              | 7    | 8      |
| 7                                                                        | 18  | Lance Stroll     | Aston Martin-Mercedes | 56   | +48.696              | PL   | 6      |
| 8                                                                        | 22  | Yuki Tsunoda     | AlphaTauri-Honda      | 56   | +1:14.385            | 11   | 5      |
| 9                                                                        | 23  | Alexander Albon  | Williams-Mercedes     | 56   | +1:26.714            | 15   | 2      |
| 10                                                                       | 2   | Logan Sargeant   | Williams-Mercedes     | 56   | +1:27.998            | 16   | 1      |
| 11                                                                       | 27  | Nico Hülkenberg  | Haas-Ferrari          | 56   | +1:29.904            | PL   |        |
| 12                                                                       | 77  | Valtteri Bottas  | Alfa Romeo-Ferrari    | 56   | +1:38.601            | 13   |        |
| 13                                                                       | 24  | Zhou Guanyu      | Alfa Romeo-Ferrari    | 56   | +1 lap               | 12   |        |
| 14                                                                       | 20  | Kevin Magnussen  | Haas-Ferrari          | 55   | +1 lap               | PL   |        |
| 15                                                                       | 3   | Daniel Ricciardo | AlphaTauri-Honda      | 55   | +1 lap               | 14   |        |
| Ret                                                                      | 14  | Fernando Alonso  | Aston Martin-Mercedes | 49   | Bandeja inferior     | PL   |        |
| Ret                                                                      | 81  | Oscar Piastri    | McLaren-Mercedes      | 10   | Radiador             | 10   |        |
| Ret                                                                      | 31  | Esteban Ocon     | Alpine-Renault        | 6    | Dano após colisão    | 8    |        |
| DSQ                                                                      | 44  | Lewis Hamilton   | Mercedes              | 56   | Skid Block (+2.225)  | 3    |        |
| DSQ                                                                      | 16  | Charles Leclerc  | Ferrari               | 56   | Skid Block (+24.662) | 1    |        |
| Volta Mais Rápida: Yuki Tsunoda (AlphaTauri-Honda) – 1:38.139 (volta 56) |     |                  |                       |      |                      |      |        |
| Source:                                                                  |     |                  |                       |      |                      |      |        |

## Curiosidade
- 50º vitória de Max Verstappen na Fórmula 1.
- Logan Sargeant marcou seu primeiro e único ponto na Fórmula 1 ao terminar em decimo e se tornou o primeiro piloto norte-americano a marcar pontos na Fórmula 1 desde Michael Andretti no Grande Prêmio da Itália de 1993.

## Tabela do Campeonato após a corrida
|         | Pos. | Driver           | Points |
| ------- | ---- | ---------------- | ------ |
|         | 1    | Max Verstappen*  | 466    |
|         | 2    | Sergio Pérez     | 240    |
|         | 3    | Lewis Hamilton   | 201    |
|         | 4    | Fernando Alonso  | 183    |
|         | 5    | Carlos Sainz Jr. | 171    |
| Source: |      |                  |        |

|         | Pos. | Constructor            | Points |
| ------- | ---- | ---------------------- | ------ |
|         | 1    | Red Bull Racing-Honda* | 706    |
|         | 2    | Mercedes               | 344    |
|         | 3    | Ferrari                | 322    |
| 1       | 4    | McLaren-Mercedes       | 242    |
| 1       | 5    | Aston Martin-Mercedes  | 236    |
| Source: |      |                        |        |

- Notas: Apenas as cinco primeiras posições estão incluídas em ambos os conjuntos de classificação.
- Os competidores em negrito e marcados com um asterisco são os campeões mundiais de 2023.